# Café Riche

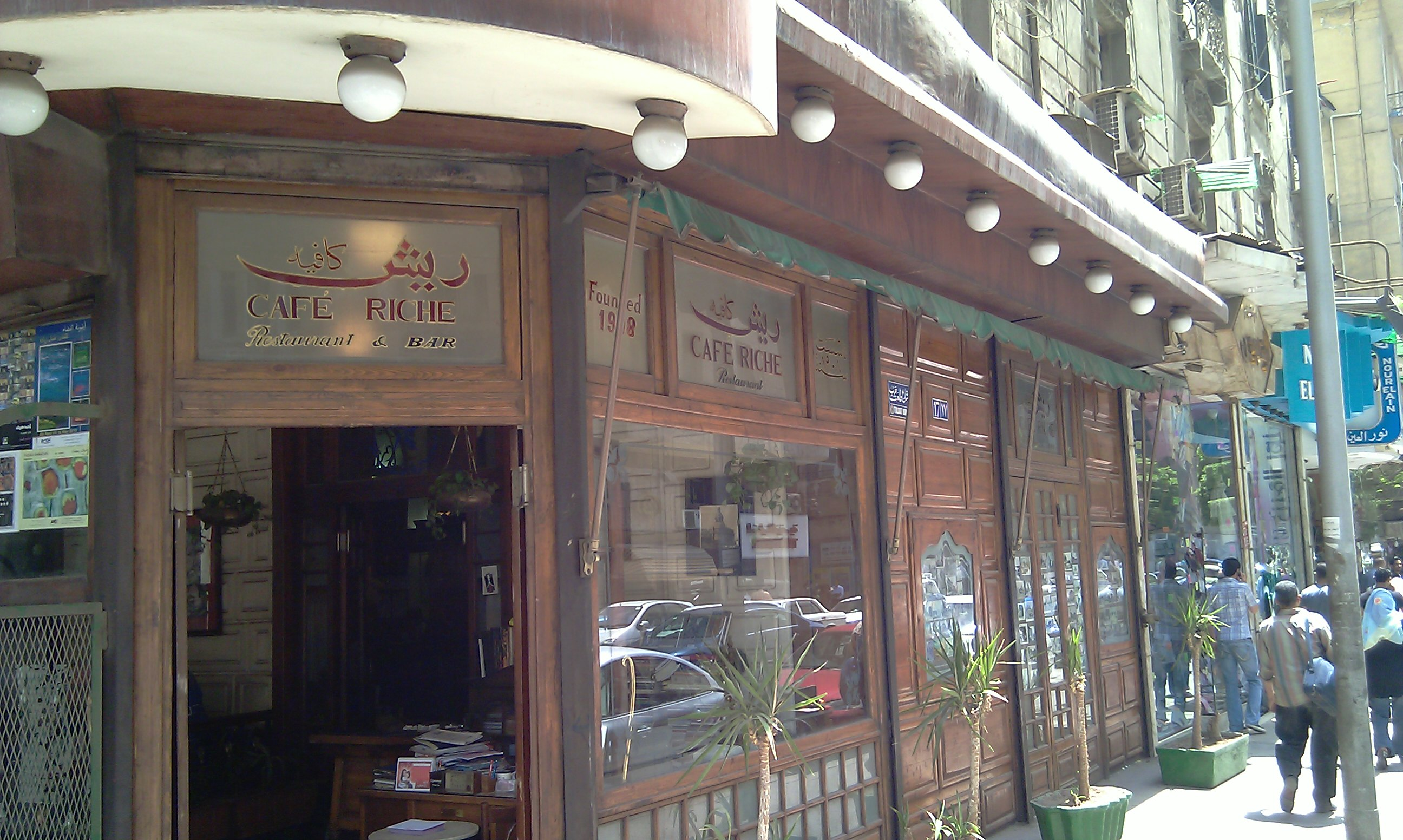
Café Riche.

O Café Riche (em árabe: مقهى ریش), inaugurado em 1908, no 29 da rua Talaat Harb, é um dos marcos mais famosos do centro do Cairo. Em várias ocasiões, foi o local de encontro de intelectuais e revolucionários, e o café testemunhou muitos eventos historicamente significativos ao longo do século XX. Diz-se que foi onde o rei Farouk viu sua segunda esposa, Nariman Sadek; onde o autor da tentativa fracassada de assassinato de 1919 do último primeiro-ministro copta do Egito, Youssef Wahba Pacha, aguardava seu alvo; e onde vários membros da resistência durante a revolução de 1919 se encontravam para organizar suas atividades e imprimir seus folhetos. Os patrocinadores incluíam o romancista político Naguib Mahfouz e o futuro presidente Gamal Abdel Nasser.

## História
O café tem suas origens em 1908, mas não foi nomeado Café Riche até ser comprado em 1914 pelo francês Henry Recine. Pouco depois de adquirir o café, no entanto, Recine o vendeu para Michael Nicoapolits da Grécia e retornou à França. Nicoapolits adicionou teatro ao café, trazendo artistas como Monira il-Mahdiyya e Umm Kulthum. Em 4 de novembro de 1942, Nicoapolits vendeu o café a George Basile Avayianos, que concentrou seus esforços em adicionar um restaurante ao café. Em 1962, Avayianos deu o café a Abdel Malak Mikhail Salib, que se tornou o primeiro nativo egípcio a possuir o café. Essa mudança de propriedade também marcou uma mudança no país, pois os egípcios começaram a recuperar sua identidade econômica de estrangeiros importantes que anteriormente controlavam muitos negócios de sucesso.

## Eventos notáveis
Aqueles que frequentavam o café apresentavam maior status socioeconômico. Até a Segunda Guerra Mundial, a maioria dos clientes era de estrangeiros residentes no país. Como a propriedade mudou para os egípcios nativos, a clientela também mudou. O Cairo tornou-se o lar de muitos jornais, revistas e escritórios de advocacia, ajudando a construir a base de clientes do café. Sua proximidade com a então Praça Pasha (agora Praça Talaat Harb) e a Praça Tahrir fizeram do café um local privilegiado para reuniões. Os revolucionários se reuniam no café para planejar estratégias durante a revolução de 1919 contra o domínio britânico do Egito. O café foi o local de uma tentativa de assassinato contra o primeiro-ministro egípcio em 19 de dezembro de 1919. Gamal Abdel Nasser era conhecido por frequentar o café enquanto planejava sua derrubada em 1952 do rei Farouk.